# Paraedwardsia lemchei
Paraedwardsia lemchei is een zeeanemonensoort uit de familie Edwardsiidae.
Paraedwardsia lemchei is voor het eerst wetenschappelijk beschreven door Carlgren in 1956.